# Paraguay en la Copa Mundial de Fútbol de 2010
La selección de Paraguay fue uno de los 32 equipos participantes de la Copa Mundial de Fútbol de 2010, que se realizó en Sudáfrica entre el 11 de junio y el 11 de julio de ese mismo año. El conjunto disputó su cuarta fase final consecutiva después de haber obtenido el tercer lugar en la etapa de clasificación sudamericana, a un punto de Brasil y con los mismos que Chile, que fue segunda gracias a haber obtenido mejor diferencia de goles.
El 4 de diciembre de 2009, por medio del sorteo que se efectuó en Ciudad del Cabo, Sudáfrica, la selección paraguaya quedó encuadrada en el Grupo F, junto a Italia (campeón mundial de Alemania 2006), Eslovaquia y Nueva Zelanda.
En el primer partido ocurrido el 14 de junio, igualó a un tanto con el equipo italiano. El 20 de junio, el conjunto sudamericano obtuvo su primera victoria al derrotar a Eslovaquia por dos goles a cero. El 24 de junio completó la primera fase con un empate sin goles frente a Nueva Zelanda, marcador que permitió que se clasificara para los octavos de final del torneo en la primera posición del grupo.
Después de una nueva igualdad sin goles durante los 90 minutos de rigor y la prórroga de 30, Paraguay se impuso a Japón en la definición por tiros desde el punto penal para clasificarse por primera vez en su historia a la instancia de cuartos de final de un Mundial. En dicha fase se enfrentó a España, una de las selecciones favoritas,ganando dicho encuentro por 1:0.
La campaña cumplida por la selección de Paraguay es hasta el día de hoy la mejor de su historia en la Copa Mundial de Fútbol al llegar a cuartos de final, y quedar en el octavo lugar de la tabla general del torneo, la más alta jamás conseguida.

## Clasificación
El equipo del entrenador argentino Gerardo Martino inició el proceso de clasificación en octubre de 2007 con un empate a cero goles contra la selección de Perú en Lima. Pese al resultado, Paraguay dispuso de una mayor cantidad de situaciones concretas para llegar al gol. Cuatro días después debió enfrentar el primer encuentro como local. En un juego con escasas oportunidades frente a los arcos, Paraguay logró su primera victoria en el torneo ante Uruguay por el marcador de 1:0 a través del tanto anotado por Nelson Haedo Valdez, tras asistencia de Salvador Cabañas.
Un mes más tarde, el equipo paraguayo obtuvo sus triunfos por mayor diferencia de goles de aquellas eliminatorias. Primeramente, venció a Ecuador en Asunción por 5:1. Nelson Haedo, Cristian Riveros (en dos ocasiones), Roque Santa Cruz y Néstor Ayala fueron los autores de las anotaciones. En la cuarta jornada, Paraguay alcanzó la primera posición de la tabla de puntuaciones, gracias a la victoria ante Chile por 0:3 en Santiago de Chile, con un par de goles de Paulo Da Silva y el restante de Salvador Cabañas.

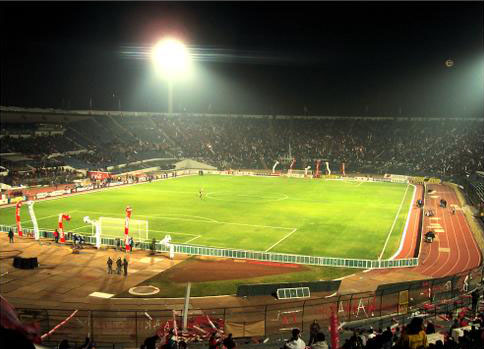
Estadio Nacional de Chile, sede del triunfo con más goles de jugando como visitante.

Más de medio año tuvo que esperar Paraguay para cumplir con su siguiente partido cuando en Asunción por la 5.ª fecha le ganó a Brasil por 2:0. El equipo dirigido en ese momento por Dunga perdió su primer encuentro y sólo volvió a ser vencido en la penúltima jornada frente a Bolivia. En la previa al juego medios de difusión manifestaban que por primera vez en la historia una selección paraguaya de fútbol llegaba como favorita a obtener la victoria ante Brasil. Una semana antes, el conjunto brasileño había perdido con Venezuela en un partido amistoso. Mientras que Paraguay se encontraba en condición de líder. Anotaron Roque Santa Cruz y Salvador Cabañas, quien además envió dos remates en los palos. El cuadro local jugó casi todo el segundo tiempo con un jugador menos por la expulsión de Darío Verón.
Pocos días después, la selección paraguaya perdió su primer encuentro. Ocurrió en La Paz, Bolivia, en donde también fueron vencidos en jornadas posteriores Argentina por el marcador de 1:6, y Brasil por el de 1:2. El resultado fue de 2:4, con tantos de descuento marcados por Santa Cruz y Haedo Valdez.
En septiembre de 2008, Paraguay pudo haber cedido el primer lugar de la tabla al visitar a Argentina, pues éste se encontraba en la segunda posición a dos puntos de distancia. Los antecedentes indicaban que el equipo paraguayo acumulaba en el país limítrofe una serie de cuatro juegos consecutivos sin perder, todos empates, por eliminatorias mundialistas. Para el partido realizado en el estadio Monumental de la capital argentina asistieron unos 10 000 aficionados paraguayos. Finalmente, se repitió el resultado al igualar una vez más, en esta ocasión por 1:1. La selección del director técnico Gerardo Martino en la primera parte se puso en ventaja por medio de un autogol de Gabriel Heinze, que pudo haber sido provocado por la presión que ejerció por detrás Haedo en la búsqueda del balón. El tanto del empate se produjo en la segunda etapa. Según palabras del entrenador de Paraguay, emitidas en conferencia de prensa posterior al encuentro, el equipo "se asustó de ganar el juego".
Para completar la programación de dos partidos de aquella semana, Paraguay retornó al estadio Defensores del Chaco para recibir a Venezuela, a la que venció por 2:0, con anotaciones de Cristian Riveros y Nelson Haedo. El conjunto paraguayo mantenía con dicho resultado el liderato con 17 puntos, 4 más que los inmediatos colocados, Brasil, Argentina y Chile.
La primera ronda se cerró con una victoria sobre Colombia por 0:1. A continuación al gol de Salvador Cabañas, Paraguay resguardó la ventaja obtenida en el marcador situado durante casi todo el tiempo en su propio campo hasta el final del partido. Las cinco veces que ambas selecciones se enfrentaron en Bogotá por eliminatorias para el Mundial, en todas ganó el equipo paraguayo.
El último encuentro del 2008 coincidió con el comienzo de la segunda vuelta. Paraguay fue anfitrión de Perú, ante el cual la única anotación del partido sucedió a falta de nueve minutos para su finalización. Fue victoria por 1:0 de Paraguay, con gol convertido por Óscar Cardozo. De esa manera, Paraguay terminó al igual que el año anterior en la primera posición, acumulando una diferencia de seis puntos sobre Brasil y siete de Argentina y Chile.
En marzo de 2009 se dio inicio al último año de competencia. Primero ante Uruguay en Montevideo, siendo superado por 2:0. Luego, algunos días después, Paraguay evitó otra derrota al igualar en Quito con Ecuador. Edgar Benítez, tras una jugada de Cabañas, anotó el empate a uno cuando restaba muy poco tiempo para el final del partido. Minutos antes, Paulo Da Silva recibió una tarjeta roja. El resultado fue tomado por la selección paraguaya como positivo, ya que había sido vencida en sus cinco anteriores presentaciones en suelo ecuatoriano jugando por eliminatorias.
En la siguiente jornada, la decimotercera del calendario, el equipo paraguayo perdió 0:2 en el Defensores del Chaco ante la selección de Chile, derrota que significó la primera en el torneo jugando como local. De este modo, Brasil igualó su posición con 24 unidades, seguido además por el propio Chile con 23 y Argentina con 22.
Cuatro días más tarde, Paraguay perdió como visitante de Brasil por 2:1, con lo que descendió al tercer lugar de la tabla, a 3 unidades del conjunto brasileño y a 2 del chileno.
En septiembre de 2009, el equipo paraguayo jugó dos encuentros que fueron disputados en Asunción, logrando en el primero de ellos una victoria por 1:0 ante la selección de Bolivia por medio de un tiro penal ejecutado por Salvador Cabañas. En el siguiente, correspondiente a la antepenúltima fecha, tuvo como rival a Argentina que en la anterior había sido vencida 1:3 como local por Brasil, hallándose en aquel momento en duda su calificación a la Copa del Mundo como no ocurría desde la edición de 1970.
La jugada para el único gol del partido la originó Salvador Cabañas quien desde la mitad del campo eludió a tres rivales y, tras combinar con Edgar Barreto, devolvió la pelota a Nelson Haedo para que anotase el 1:0. Con ese resultado, Paraguay se clasificó a la Copa Mundial por cuarta vez consecutiva desde 1998. Antes del tanto el balón impactó dos veces en los postes del arco argentino, el primero lanzado por el mismo Haedo y el otro por Jonathan Santana.
La derrota, la segunda por enfrentamientos oficiales ante la selección paraguaya, ubicó al conjunto dirigido por el seleccionador Diego Maradona en la 5.ª posición, que posteriormente otorgó la opción de una repesca al cabo del torneo selectivo. Otro aspecto llamativo del partido fue la discreta actuación del jugador argentino Lionel Messi, quien en ese año fue elegido por la FIFA mejor futbolista del mundo.
Esa misma noche, el presidente de Paraguay, Fernando Lugo, declaró mediante decreto asueto laboral en todo el país para los empleados pertenecientes al sector público. Al día siguiente la medida causó inconvenientes, especialmente en centros de salud e instituciones educativas a raíz de la confusión surgida entre quienes no estaban enterados de dicha resolución oficial.
Con la clasificación lograda, el último objetivo que le quedaba por cumplir al equipo paraguayo era la obtención del primer lugar. Esto pareció posible después del triunfo conseguido en Venezuela por el marcador de 1:2, con goles de Salvador Cabañas y Óscar Cardozo. Sin embargo, los conducidos por Gerardo Martino no pudieron aprovechar un par de resultados sin victoria de Brasil, para finalizar en el primer puesto de la tabla de las eliminatorias sudamericanas al perder en la jornada final con Colombia en Asunción por 0:2, tal como había sucedido en las dos anteriores fases preliminares.
Paraguay desempeñó su mejor clasificación para una Copa Mundial desde que se instaurara el sistema de todos contra todos como método de competencia, siendo el equipo con la mayor cantidad de victorias en condición de local y el segundo con menos goles en contra, liderando las posiciones durante varias fechas del clasificatorio.

### Tabla de posiciones
| Equipo    | Pts | PJ | PG | PE | PP | GF | GC | Dif |
| --------- | --- | -- | -- | -- | -- | -- | -- | --- |
| Brasil    | 34  | 18 | 9  | 7  | 2  | 33 | 11 | 22  |
| Chile     | 33  | 18 | 10 | 3  | 5  | 32 | 22 | 10  |
| Paraguay  | 33  | 18 | 10 | 3  | 5  | 24 | 16 | 8   |
| Argentina | 28  | 18 | 8  | 4  | 6  | 23 | 20 | 3   |
| Uruguay   | 24  | 18 | 6  | 6  | 6  | 28 | 20 | 8   |
| Ecuador   | 23  | 18 | 6  | 5  | 7  | 22 | 26 | -4  |
| Colombia  | 23  | 18 | 6  | 5  | 7  | 14 | 18 | -4  |
| Venezuela | 22  | 18 | 6  | 4  | 8  | 23 | 29 | -6  |
| Bolivia   | 15  | 18 | 4  | 3  | 11 | 22 | 36 | -14 |
| Perú      | 13  | 18 | 3  | 4  | 11 | 11 | 34 | -23 |

| L\V                  | Bandera de Argentina | Bandera de Bolivia | Bandera de Brasil | Bandera de Chile | Bandera de Colombia | Bandera de Ecuador | Bandera de Paraguay | Bandera de Perú | Bandera de Uruguay | Bandera de Venezuela |
| Bandera de Argentina |                      | 3:0                | 1:3               | 2:0              | 1:0                 | 1:1                | 1:1                 | 2:1             | 2:1                | 4:0                  |
| Bandera de Bolivia   | 6:1                  |                    | 2:1               | 0:2              | 0:0                 | 1:3                | 4:2                 | 3:0             | 2:2                | 0:1                  |
| Bandera de Brasil    | 0:0                  | 0:0                |                   | 4:2              | 0:0                 | 5:0                | 2:1                 | 3:0             | 2:1                | 0:0                  |
| Bandera de Chile     | 1:0                  | 4:0                | 0:3               |                  | 4:0                 | 1:0                | 0:3                 | 2:0             | 0:0                | 2:2                  |
| Bandera de Colombia  | 2:1                  | 2:0                | 0:0               | 2:4              |                     | 2:0                | 0:1                 | 1:0             | 0:1                | 1:0                  |
| Bandera de Ecuador   | 2:0                  | 3:1                | 1:1               | 1:0              | 0:0                 |                    | 1:1                 | 5:1             | 1:2                | 0:1                  |
| Bandera de Paraguay  | 1:0                  | 1:0                | 2:0               | 0:2              | 0:2                 | 5:1                |                     | 1:0             | 1:0                | 2:0                  |
| Bandera de Perú      | 1:1                  | 1:0                | 1:1               | 1:3              | 1:1                 | 1:2                | 0:0                 |                 | 1:0                | 1:0                  |
| Bandera de Uruguay   | 0:1                  | 5:0                | 0:4               | 2:2              | 3:1                 | 0:0                | 2:0                 | 6:0             |                    | 1:1                  |
| Bandera de Venezuela | 0:2                  | 5:3                | 0:4               | 2:3              | 2:0                 | 3:1                | 1:2                 | 3:1             | 2:2                |                      |

### Evolución de posiciones
| Equipo / Fecha | 1  | 2  | 3  | 4  | 5  | 6  | 7  | 8  | 9  | 10 | 11 | 12 | 13 | 14 | 15 | 16 | 17 | 18 |
| -------------- | -- | -- | -- | -- | -- | -- | -- | -- | -- | -- | -- | -- | -- | -- | -- | -- | -- | -- |
| Brasil         | 4  | 2  | 3  | 3  | 4  | 5  | 2  | 2  | 2  | 2  | 4  | 2  | 1  | 1  | 1  | 1  | 1  | 1  |
| Chile          | 9  | 5  | 6  | 7  | 6  | 4  | 6  | 4  | 4  | 4  | 3  | 3  | 3  | 2  | 2  | 3  | 3  | 2  |
| Paraguay       | 6  | 3  | 2  | 1  | 1  | 1  | 1  | 1  | 1  | 1  | 1  | 1  | 2  | 3  | 3  | 2  | 2  | 3  |
| Argentina      | 2  | 1  | 1  | 2  | 2  | 2  | 3  | 3  | 3  | 3  | 2  | 4  | 4  | 4  | 4  | 5  | 4  | 4  |
| Uruguay        | 1  | 4  | 5  | 6  | 7  | 6  | 4  | 5  | 5  | 5  | 5  | 5  | 5  | 6  | 7  | 6  | 5  | 5  |
| Ecuador        | 8  | 10 | 10 | 8  | 8  | 8  | 7  | 7  | 6  | 6  | 7  | 7  | 6  | 5  | 6  | 4  | 6  | 6  |
| Colombia       | 5  | 7  | 4  | 4  | 3  | 3  | 5  | 6  | 7  | 7  | 6  | 6  | 8  | 7  | 5  | 8  | 8  | 7  |
| Venezuela      | 3  | 6  | 7  | 5  | 5  | 7  | 8  | 8  | 9  | 8  | 8  | 8  | 7  | 8  | 8  | 7  | 7  | 8  |
| Bolivia        | 10 | 9  | 9  | 10 | 10 | 9  | 10 | 10 | 8  | 9  | 9  | 9  | 9  | 9  | 9  | 9  | 9  | 9  |
| Perú           | 7  | 8  | 8  | 9  | 9  | 10 | 9  | 9  | 10 | 10 | 10 | 10 | 10 | 10 | 10 | 10 | 10 | 10 |

### Partidos

#### Primera ronda
| Fecha                   | Lugar        |              |                      | Resultado                                                           |                      |              |
| ----------------------- | ------------ | ------------ | -------------------- | ------------------------------------------------------------------- | -------------------- | ------------ |
| 13 de octubre de 2007   | Lima         | Perú         | Bandera de Perú      | 0:0 Archivado el 17 de septiembre de 2009 en Wayback Machine.       | Bandera de Paraguay  | Paraguay 4.º |
| 17 de octubre de 2007   | Asunción     | 3.º Paraguay | Bandera de Paraguay  | 1:0 (1:0) Archivado el 27 de octubre de 2009 en Wayback Machine.    | Bandera de Uruguay   | Uruguay      |
| 17 de noviembre de 2007 | Asunción     | 2.º Paraguay | Bandera de Paraguay  | 5:1 (2:0) Archivado el 30 de marzo de 2009 en Wayback Machine.      | Bandera de Ecuador   | Ecuador      |
| 21 de noviembre de 2007 | Santiago     | Chile        | Bandera de Chile     | 0:3 (0:2) Archivado el 17 de septiembre de 2009 en Wayback Machine. | Bandera de Paraguay  | Paraguay 1.º |
| 15 de junio de 2008     | Asunción     | 1.º Paraguay | Bandera de Paraguay  | 2:0 (1:0) Archivado el 16 de septiembre de 2009 en Wayback Machine. | Bandera de Brasil    | Brasil       |
| 18 de junio de 2008     | La Paz       | Bolivia      | Bandera de Bolivia   | 4:2 (2:0) Archivado el 17 de septiembre de 2009 en Wayback Machine. | Bandera de Paraguay  | Paraguay 1.º |
| 6 de septiembre de 2008 | Buenos Aires | Argentina    | Bandera de Argentina | 1:1 (0:1) Archivado el 16 de octubre de 2009 en Wayback Machine.    | Bandera de Paraguay  | Paraguay 1.º |
| 9 de septiembre de 2008 | Asunción     | 1.º Paraguay | Bandera de Paraguay  | 2:0 (2:0) Archivado el 17 de septiembre de 2009 en Wayback Machine. | Bandera de Venezuela | Venezuela    |
| 11 de octubre de 2008   | Bogotá       | Colombia     | Bandera de Colombia  | 0:1 (0:1) Archivado el 17 de octubre de 2009 en Wayback Machine.    | Bandera de Paraguay  | Paraguay 1.º |

#### Segunda ronda
| Fecha                   | Lugar        |              |                      | Resultado                                                          |                      |              |
| ----------------------- | ------------ | ------------ | -------------------- | ------------------------------------------------------------------ | -------------------- | ------------ |
| 15 de octubre de 2008   | Asunción     | 1.º Paraguay | Bandera de Paraguay  | 1:0 (0:0) Archivado el 4 de abril de 2009 en Wayback Machine.      | Bandera de Perú      | Perú         |
| 28 de marzo de 2009     | Montevideo   | Uruguay      | Bandera de Uruguay   | 2:0 (1:0) Archivado el 9 de junio de 2010 en Wayback Machine.      | Bandera de Paraguay  | Paraguay 1.º |
| 1 de abril de 2009      | Quito        | Ecuador      | Bandera de Ecuador   | 1:1 (0:0) Archivado el 1 de julio de 2010 en Wayback Machine.      | Bandera de Paraguay  | Paraguay 1.º |
| 6 de junio de 2009      | Asunción     | 2.º Paraguay | Bandera de Paraguay  | 0:2 (0:1) Archivado el 9 de junio de 2010 en Wayback Machine.      | Bandera de Chile     | Chile        |
| 10 de junio de 2009     | Recife       | Brasil       | Bandera de Brasil    | 2:1 (1:1) Archivado el 27 de mayo de 2010 en Wayback Machine.      | Bandera de Paraguay  | Paraguay 3.º |
| 5 de septiembre de 2009 | Asunción     | 3.º Paraguay | Bandera de Paraguay  | 1:0 (1:0) Archivado el 19 de diciembre de 2011 en Wayback Machine. | Bandera de Bolivia   | Bolivia      |
| 9 de septiembre de 2009 | Asunción     | 2.º Paraguay | Bandera de Paraguay  | 1:0 (1:0) Archivado el 16 de mayo de 2010 en Wayback Machine.      | Bandera de Argentina | Argentina    |
| 10 de octubre de 2009   | Puerto Ordaz | Venezuela    | Bandera de Venezuela | 1:2 (0:0) Archivado el 27 de mayo de 2010 en Wayback Machine.      | Bandera de Paraguay  | Paraguay 2.º |
| 14 de octubre de 2009   | Asunción     | 3.º Paraguay | Bandera de Paraguay  | 0:2 (0:0) Archivado el 28 de mayo de 2010 en Wayback Machine.      | Bandera de Colombia  | Colombia     |

### Goleadores
| Jugador          | Goles | Partidos |
| ---------------- | ----- | -------- |
| Salvador Cabañas | 6     | 15       |
| Nelson Haedo     | 5     | 17       |
| Cristian Riveros | 3     | 17       |
| Roque Santa Cruz | 3     | 5        |
| Óscar Cardozo    | 2     | 12       |
| Paulo Da Silva   | 2     | 17       |
| Néstor Ayala     | 1     | 1        |
| Edgar Benítez    | 1     | 8        |

## Preparación
Paraguay disputó nueve partidos amistosos con vistas a su participación en el Mundial de Sudáfrica, de los cuales ganó tres, perdió tres y empató otros tres. La ciudad francesa de Évian-les-Bains, fronteriza con Suiza, fue el lugar de concentración en donde el plantel paraguayo cerró la etapa de preparación previa al torneo jugando tres últimos juegos de prueba.

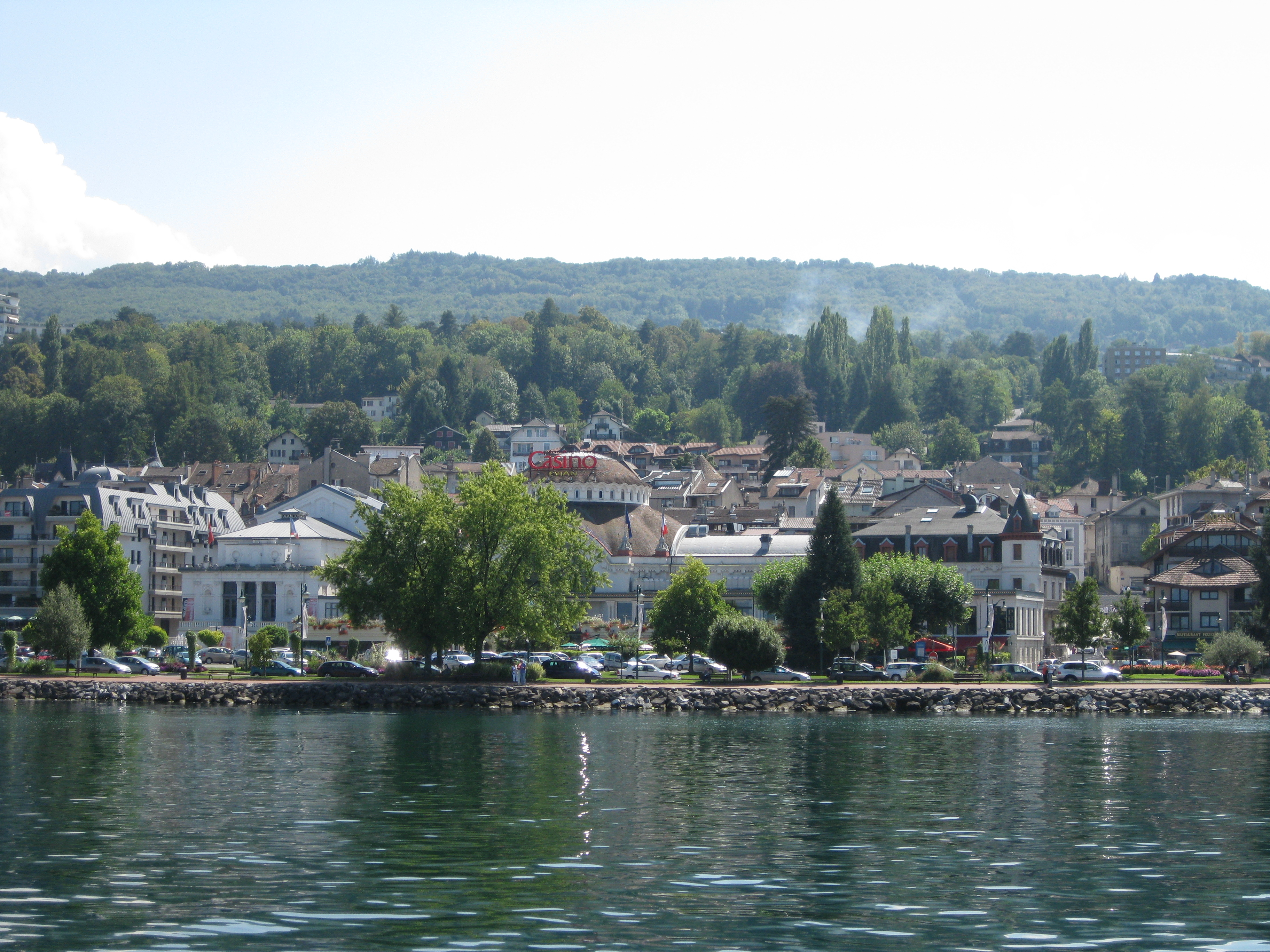
El lago Lemán, también conocido como lago de Ginebra, próximo al lugar en donde el plantel realizó la pretemporada.

Allí permaneció entre el 16 de mayo y el 1 de junio para luego emprender el viaje con destino a Pietermaritzburg, ciudad cercana a Durban, situada al este de Sudáfrica, elegida como sede base de hospedaje durante la fase de grupos de la competición. A partir de la ronda siguiente de octavos de final, la selección decidió instalarse en Johannesburgo.
Cabe señalar la baja obligada de Salvador Cabañas, máximo goleador del equipo en la justa premundialista. El delantero del Club América de México en enero de 2010 había resultado víctima de un ataque con arma de fuego en la cabeza cuando se encontraba en un local nocturno de la capital mexicana. Después de haber permanecido en estado crítico durante varios días, Salvador logró salvar la vida, debiendo cumplir más tarde con un prolongado proceso de rehabilitación.
Durante el Mundial se pudo notar su ausencia debido a la nula capacidad para marcar goles por parte de los delanteros, ya que los tres tantos que convirtió Paraguay fueron anotados por un defensor y dos mediocampistas, los cuales se registraron en sólo dos de los cinco partidos disputados. Cristian Riveros había opinado antes del inicio de la competición que Cabañas sería casi imposible de sustituir.
A modo de intento por cubrir el espacio dejado por Cabañas, fue convocado a última hora el argentino nacionalizado paraguayo Lucas Barrios, que logró anotar un gol en cada uno de los tres últimos encuentros amistosos de preparación consignados en este apartado.
Al término de la estancia del conjunto paraguayo en Sudáfrica, Cabañas fue objeto de un reconocimiento especial con la entrega de una medalla al mérito deportivo, la misma que les fue otorgada a los demás jugadores que participaron del Mundial.
| Fecha                   | Lugar           |                    |                             | Resultado |                            |                 |
| ----------------------- | --------------- | ------------------ | --------------------------- | --------- | -------------------------- | --------------- |
| 4 de noviembre de 2009  | Talcahuano      | Chile              | Bandera de Chile            | 2:1 (0:0) | Bandera de Paraguay        | Paraguay        |
| 13 de noviembre de 2009 | Ruan            | Paraguay           | Bandera de Paraguay         | 0:2 (0:0) | Bandera de Catar           | Catar           |
| 18 de noviembre de 2009 | Heerenveen      | Países Bajos       | Bandera de los Países Bajos | 0:0       | Bandera de Paraguay        | Paraguay        |
| 3 de marzo de 2010      | Bilbao          | Athletic de Bilbao | Bandera de España           | 1:3 (0:3) | Bandera de Paraguay        | Paraguay        |
| 31 de marzo de 2010     | Asunción        | Paraguay           | Bandera de Paraguay         | 1:1 (1:0) | Bandera de Sudáfrica       | Sudáfrica       |
| 15 de mayo de 2010      | Nyon            | Paraguay           | Bandera de Paraguay         | 1:0 (0:0) | Bandera de Corea del Norte | Corea del Norte |
| 25 de mayo de 2010      | Dublín          | Irlanda            | Bandera de Irlanda          | 2:1 (2:0) | Bandera de Paraguay        | Paraguay        |
| 30 de mayo de 2010      | Évian-les-Bains | Paraguay           | Bandera de Paraguay         | 2:2 (0:0) | Bandera de Costa de Marfil | Costa de Marfil |
| 2 de junio de 2010      | Winterthur      | Paraguay           | Bandera de Paraguay         | 2:0 (2:0) | Bandera de Grecia          | Grecia          |

## Jugadores
El 4 de mayo de 2010, la Asociación Paraguaya de Fútbol (APF) divulgó una lista preliminar de 30 futbolistas, que poco tiempo después se redujo a 23. La nómina definitiva fue anunciada el 31 de mayo, y en la misma no fueron incluidos Jorge Achucarro, Sergio Aquino, Marcos Cáceres, Marcelo Estigarribia, Eduardo Ledesma, Julio Manzur y Osvaldo Martínez. Este último jugador anunció la sorpresa por su desconvocatoria, ya que medios periodísticos manejaban previamente su inclusión en la lista final. El juvenil Rodolfo Gamarra fue quien tomó su lugar de manera inesperada.
Sergio Aquino permaneció entrenando junto al plantel hasta un día antes del partido ante Italia debido a las dudas que generaba el estado físico de Edgar Barreto, quien venía recuperándose de una lesión en la rodilla derecha. Finalmente, Aquino regresó a Paraguay tras la confirmación de Barreto.
| #  | Nombre           | Dep | Posición      | Edad | PJ Sel | Club                   |
| -- | ---------------- | --- | ------------- | ---- | ------ | ---------------------- |
| 1  | Justo Villar 2.º |     | Portero       | 32   | 73     | Real Valladolid        |
| 2  | Darío Verón      |     | Defensa       | 30   | 29     | Pumas                  |
| 3  | Claudio Morel    |     | Defensa       | 32   | 27     | Boca Juniors           |
| 4  | Denis Caniza 1.º |     | Defensa       | 35   | 98     | León                   |
| 5  | Julio Cáceres    |     | Defensa       | 30   | 63     | Atlético Mineiro       |
| 6  | Carlos Bonet     |     | Defensa       | 32   | 64     | Olimpia                |
| 7  | Óscar Cardozo    |     | Delantero     | 27   | 29     | Benfica                |
| 8  | Edgar Barreto    |     | Mediocampista | 25   | 48     | Atalanta               |
| 9  | Roque Santa Cruz |     | Delantero     | 28   | 70     | Manchester City        |
| 10 | Edgar Benítez    |     | Delantero     | 22   | 13     | CF Pachuca             |
| 11 | Jonathan Santana |     | Mediocampista | 28   | 24     | Kayserispor            |
| 12 | Diego Barreto    |     | Portero       | 28   | 3      | Cerro Porteño          |
| 13 | Enrique Vera     |     | Mediocampista | 31   | 29     | Liga de Quito          |
| 14 | Paulo Da Silva   |     | Defensa       | 30   | 71     | Sunderland             |
| 15 | Víctor Cáceres   |     | Mediocampista | 25   | 27     | Libertad               |
| 16 | Cristian Riveros |     | Mediocampista | 27   | 47     | Cruz Azul              |
| 17 | Aureliano Torres |     | Defensa       | 27   | 29     | San Lorenzo de Almagro |
| 18 | Nelson Haedo     |     | Delantero     | 26   | 38     | Borussia Dortmund      |
| 19 | Lucas Barrios    |     | Delantero     | 25   | 3      | Borussia Dortmund      |
| 20 | Néstor Ortigoza  |     | Mediocampista | 25   | 6      | Argentinos Juniors     |
| 21 | Antolín Alcaraz  |     | Defensa       | 27   | 6      | Brujas                 |
| 22 | Aldo Bobadilla   |     | Portero       | 34   | 19     | Independiente Medellín |
| 23 | Rodolfo Gamarra  |     | Delantero     | 21   | 3      | Libertad               |
| DT | Gerardo Martino  |     |               | 47   |        |                        |

## Participación

### Transmisión
Los derechos de transmisión para el territorio paraguayo fueron adquiridos en exclusividad para televisión abierta por dos canales: TV Cerro Corá (Canal 9), estación cabecera de los canales integrantes del Sistema Nacional de Televisión, y por TV Acción (Canal 4), emisora base de los componentes de Telefuturo. Estos a su vez retransmitieron la señal internacional enviada por la OTI.

### Grupo F

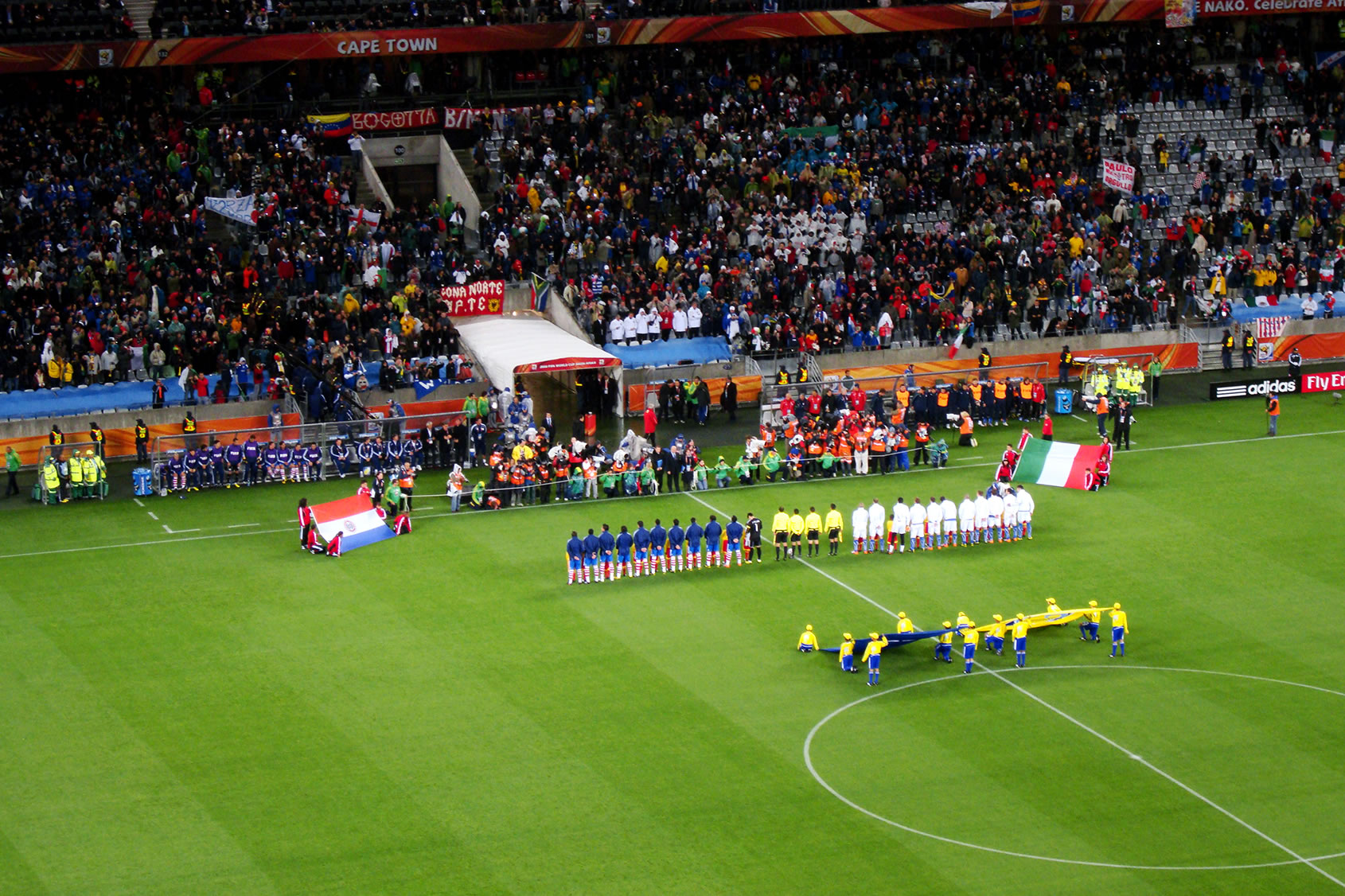
Equipos de e durante la entonación de los himnos nacionales de cada país.

Paraguay, como lo determinó el sorteo realizado el 4 de diciembre de 2009, compartió su grupo con Italia, Eslovaquia y Nueva Zelanda. En el análisis previo, el nítido favorito a quedarse con el primer lugar y que no debía afrontar mayores dificultades para superar la serie era la selección italiana, entonces vigente campeona mundial. Mientras, los que iban a luchar por la segunda plaza serían en los papeles paraguayos y eslovacos.
Entretanto, el Ministerio de Educación y Cultura dictaminó prohibir la suspensión de las actividades escolares durante los partidos que debió disputar el representativo nacional de Paraguay. De cualquier manera, los alumnos disponían de la autorización pertinente para poder observarlos por televisión en sus respectivas aulas.
En el encuentro debut, Paraguay e Italia igualaron 1:1. El conjunto sudamericano abrió el marcador a los 38 minutos de juego por intermedio de una jugada a balón parado impulsado desde el costado derecho por Aureliano Torres. El receptor del envío, quien se situaba en el corazón del área grande, fue Antolín Alcaraz, que con un golpe de cabeza, superando en el salto a Fabio Cannavaro y a Daniele De Rossi, venció la resistencia del portero Gianluigi Buffon. El empate se produjo sobre minuto 17 de la segunda mitad cuando desde un saque de esquina lanzado hacia el primer poste, el guardameta Justo Villar intentó despejar la pelota sin éxito con el puño derecho, error que desembocó en la entrada por el otro lado de De Rossi que sólo tuvo que empujar el esférico ante el arco totalmente desprotegido.
El cuadro de Gerardo Martino, pese al fallo que provocó la igualdad en el marcador, pareció seguro en defensa casi sin sufrir ninguna situación clara de riesgo para su portería, característica que se mantendría en los próximos partidos. Este resultado fue histórico por ser la primera vez en una Copa Mundial que Paraguay logró sumar al menos un punto ante uno de los equipos que han sido ganadores del torneo. Por otra parte, Alcaraz fue elegido mejor jugador del encuentro.

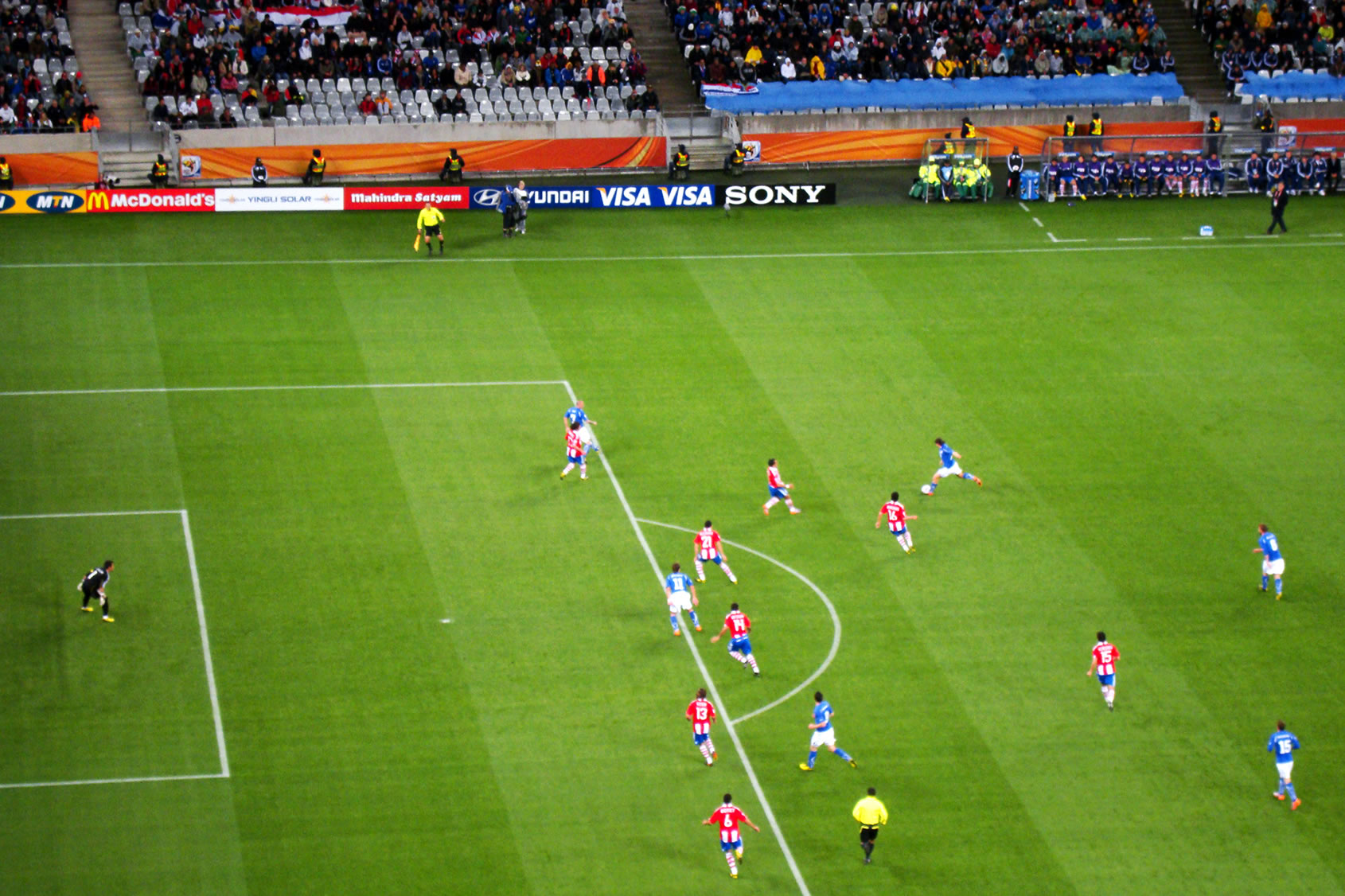
defendiendo un avance de.

El siguiente juego era fundamental para sacar la diferencia decisiva en las puntuaciones, pues las cuatro selecciones sumaban una unidad al cabo de la primera jornada. El conjunto sudamericano, en un partido en el que su oponente no le planteó grandes obstáculos, ganó por 2:0 con anotaciones de Enrique Vera y Cristian Riveros. El arquero Villar recién sobre el límite del final de tiempo reglamentario debió esforzarse para desviar un tiro efectuado desde larga distancia que se perdió por encima del travesaño. Nuevamente como en el encuentro anterior, un futbolista paraguayo fue seleccionado como mejor jugador, en cuyo caso la distinción recayó en Vera.
De esta manera, Paraguay llegó a la última fecha que cerraba el Grupo F como el líder del mismo con cuatro puntos, dos más que Italia y Nueva Zelanda, y tres más que Eslovaquia. El empate aseguraba el pase a la siguiente ronda, lo cual ocurrió al no poder derrotar a Nueva Zelanda con una igualdad a cero goles. Roque Santa Cruz recibió el mismo galardón que antes se habían ganado Alcaraz y Vera.
En el otro partido que se desarrolló en simultáneo, se produjo una de las mayores sorpresas del torneo, ya que el equipo italiano fue derrotado y eliminado contra todo pronóstico a manos de la debutante selección eslovaca que con ese triunfo también accedió a la segunda fase.
El cuadro paraguayo logró por cuarta ocasión en su historia anotarse entre los dieciséis mejores de un Mundial de selección mayor, y por primera vez como primer lugar de su grupo en dicha competición. Pese a la clasificación, el director técnico Gerardo Martino se mostró autocrítico declarando que no le dejó conforme el rendimiento exhibido por su conjunto en el último encuentro, más específicamente en la parte ofensiva.
| Equipo        | Pts | PJ | PG | PE | PP | GF | GC | Dif |
| ------------- | --- | -- | -- | -- | -- | -- | -- | --- |
| Paraguay      | 5   | 3  | 1  | 2  | 0  | 3  | 1  | 2   |
| Eslovaquia    | 4   | 3  | 1  | 1  | 1  | 4  | 5  | -1  |
| Nueva Zelanda | 3   | 3  | 0  | 3  | 0  | 2  | 2  | 0   |
| Italia        | 2   | 3  | 0  | 2  | 1  | 4  | 5  | -1  |

| 14 de junio de 2010, 20:30 | Italia       | 1:1 (0:1) | Paraguay    | Estadio Green Point, Ciudad del Cabo                                  |                                                                       |
|                            | De Rossi 62' | Reporte   | Alcaraz 38' | Asistencia: 62.869 espectadores Árbitro(s): Benito Archundia (México) | Asistencia: 62.869 espectadores Árbitro(s): Benito Archundia (México) |

| Amonestado | 62' | Víctor Cáceres |

| 11 | MED | Jonathan Santana | 60' | Aureliano Torres | DEF | 17 |
| 9  | DEL | Roque Santa Cruz | 68' | Nelson Haedo     | DEL | 18 |
| 7  | DEL | Óscar Cardozo    | 76' | Lucas Barrios    | DEL | 19 |

| Tiros:              | 8   |
| Tiros al arco:      | 1   |
| Faltas:             | 15  |
| Saques de esquina:  | 4   |
| Fueras de juego:    | 4   |
| Posesión del balón: | 48% |

| 20 de junio de 2010, 13:30 | Eslovaquia | 0:2 (0:1) | Paraguay               | Estadio Free State, Bloemfontein                                      |                                                                       |
|                            |            | Reporte   | Vera 26' · Riveros 85' | Asistencia: 26.643 espectadores Árbitro(s): Eddy Maillet (Seychelles) | Asistencia: 26.643 espectadores Árbitro(s): Eddy Maillet (Seychelles) |

| Amonestado | 45' | Enrique Vera |

| 17 | DEF | Aureliano Torres | 68' | Nelson Haedo  | DEF | 18 |
| 7  | DEL | Óscar Cardozo    | 82' | Lucas Barrios | DEL | 19 |
| 8  | MED | Edgar Barreto    | 88' | Enrique Vera  | MED | 13 |

| Tiros:              | 11  |
| Tiros al arco:      | 5   |
| Faltas:             | 18  |
| Saques de esquina:  | 1   |
| Fueras de juego:    | 0   |
| Posesión del balón: | 49% |

| 24 de junio de 2010, 16:00 | Paraguay | 0:0     | Nueva Zelanda | Estadio Peter Mokaba, Polokwane                                      |                                                                      |
|                            |          | Reporte |               | Asistencia: 34.850 espectadores Árbitro(s): Yūichi Nishimura (Japón) | Asistencia: 34.850 espectadores Árbitro(s): Yūichi Nishimura (Japón) |

| Amonestado | 10' | Víctor Cáceres   |
| Amonestado | 41' | Roque Santa Cruz |

| 19 | DEL | Lucas Barrios | 66' | Óscar Cardozo | DEL | 7  |
| 10 | DEL | Edgar Benítez | 67' | Nelson Haedo  | DEL | 18 |

| Tiros:              | 17  |
| Tiros al arco:      | 5   |
| Faltas:             | 13  |
| Saques de esquina:  | 2   |
| Fueras de juego:    | 0   |
| Posesión del balón: | 57% |

### Octavos de final
El encuentro de octavos de final entre Paraguay y Japón sería el primer partido entre ambas selecciones en un torneo de Copa Mundial y el segundo a nivel oficial después del llevado a cabo en 1999 en la Copa América disputada en Paraguay, cuando el equipo anfitrión venció a Japón por 4:0. En cuanto a los partidos amistosos entre ambas, fueron cinco las ocasiones que jugaron, con tres empates y un triunfo para cada selección.
El juego se presentó con los de Martino teniendo por mayor tiempo la posesión de la pelota. Una posibilidad desperdiciada por Lucas Barrios cuando encaraba solo frente al arquero nipón, y un disparo de Daisuke Matsui ejecutado a escasos metros del área que impactó en el travesaño de Villar, fueron las jugadas más propicias para romper el cero en el marcador en todo el partido, incluyendo el período extra de 30 minutos.
Por tanto, el ganador tuvo que definirse a través de la tanda de tiros desde el punto penal, en la que el conjunto paraguayo no falló ninguno, lo que le permitió alcanzar así una inédita clasificación a los cuartos de final del campeonato mundial de fútbol. Fue el cuarto partido de octavos de final que jugó Paraguay sin marcar gol y el primero de la misma instancia en que no tuvo como rival a un equipo europeo, después de haber jugado contra Inglaterra en la edición de 1986, Francia en la de 1998 y Alemania en la de 2002.
Después de haber finalizado el encuentro se sucedieron celebraciones en todo el país sudamericano. El seleccionador Gerardo Martino no pudo evitar romper en llanto apenas producido el desenlace final.
| 29 de junio de 2010, 16:00                                             | Paraguay                                             | 0:0 (t. s.)(5:3 p.)        | Japón                          | Loftus Versfeld, Pretoria                                      |                                                                |
|                                                                        |                                                      | Reporte                    |                                | Asistencia: 36 742 espectadores Árbitro(s): Frank de Bleeckere | Asistencia: 36 742 espectadores Árbitro(s): Frank de Bleeckere |
|                                                                        |                                                      | Tiros desde el punto penal |                                |                                                                |                                                                |
|                                                                        | Barreto · Barrios · Riveros · Haedo Valdez · Cardozo |                            | Endō · Hasebe · Komano · Honda |                                                                |                                                                |
| Paraguay avanzó por primera vez en su historia a los cuartos de final. |                                                      |                            |                                |                                                                |                                                                |

| Amonestado | 118' | Cristian Riveros |

| 18 | DEL | Nelson Haedo  | 60' | Edgar Benítez    | DEL | 10 |
| 8  | MED | Edgar Barreto | 75' | Néstor Ortigoza  | MED | 20 |
| 7  | DEL | Óscar Cardozo | 94' | Roque Santa Cruz | DEL | 9  |

| Tiros:              | 13  |
| Tiros al arco:      | 6   |
| Faltas:             | 26  |
| Saques de esquina:  | 6   |
| Fueras de juego:    | 1   |
| Posesión del balón: | 58% |

### Cuartos de final
En el partido n.º 60 del torneo, Paraguay perdió contra España por 0:1, victoria que fue calificada por ciertos medios de comunicación como "sufrida". El conjunto del entrenador Vicente del Bosque como pocas veces se vio incomodado por el marcaje del equipo contrario, motivo por el cual el juego se tornó parejo y luchado.
Faltando poco para terminar la primera parte, el delantero paraguayo Nelson Haedo recibió el balón frente al portero Íker Casillas, para acto seguido introducirlo en la portería. Siendo el primer gol del encuentro, sin embargo, el gol fue invalidado por fuera de juego.

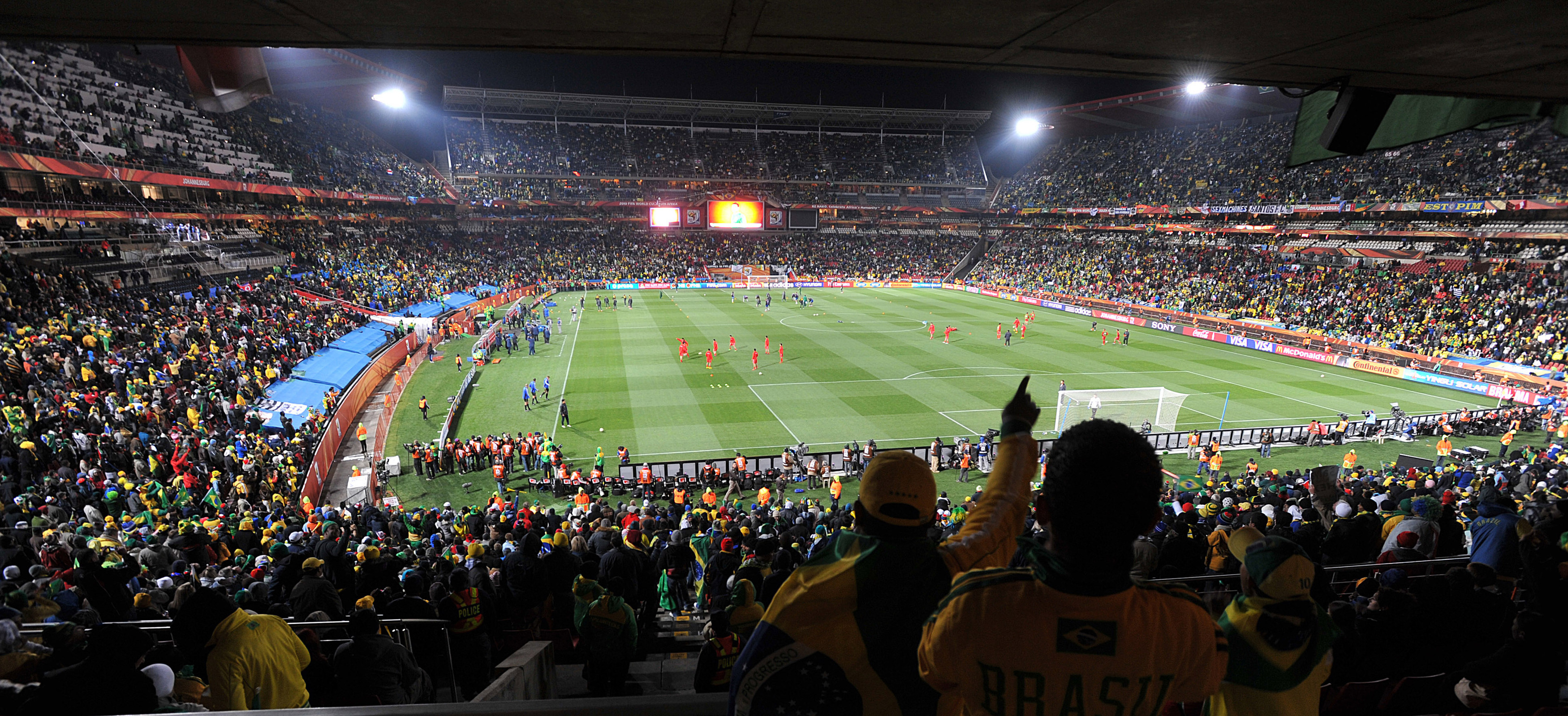
Estadio donde se celebró el encuentro.

En el segundo tiempo, tras un tiro de esquina efectuado desde la izquierda, el árbitro guatemalteco Carlos Batres sancionó un tiro penal a favor del equipo paraguayo por falta de Gerard Piqué a Cardozo, cuando éste se disponía a aplicar con la cabeza un remate en busca del arco. El mismo jugador, que días atrás había posibilitado la victoria sobre Japón por similar vía, esta vez falló tras una atajada de Iker Casillas.
Apenas en la siguiente jugada, se determinó un nuevo penal por falta de Antolín Alcaraz sobre el español David Villa. En la ocasión remató Xabi Alonso y marcó el gol, pero la anotación fue anulada por una invasión de área de sus compañeros, lo que hizo que el árbitro ordenara ejecutarlo otra vez. De nuevo se encargó Alonso, aunque en esta oportunidad su disparo fue atajado por el arquero Justo Villar. Acto seguido, Villar hizo una falta sobre Cesc Fàbregas, pero no se señaló la pena máxima.
Tras los sucesivos hechos, sobre el minuto 83 de juego Andrés Iniesta dejó a dos rivales en el camino, acción que prosiguió con un remate de Pedro Rodríguez que rebotó en un palo para culminar con un segundo intento a cargo de Villa, quien envió la pelota dos veces más en los postes antes de introducirse. Seguidamente, Paraguay estuvo cerca del 1 a 1 a través de un tiro de Lucas Barrios que lo devolvió Casillas, dejando el rebote para que Roque Santa Cruz definiera a gol, pero una vez más el guardameta español logró evitar.
Un par de días después del partido, el plantel de jugadores y demás componentes de la delegación paraguaya fueron recibidos por una multitud a la llegada a su país, siendo asimismo distinguidos con medallas de honor otorgadas por el propio presidente de Paraguay, Fernando Lugo.
Denis Caniza, al participar en esta edición de su cuarto Mundial consecutivo, se convirtió en el jugador paraguayo con más mundiales disputados, estando presente en 12 partidos y acumulando 915 minutos de juego. Roque Santa Cruz también sumó 12 encuentros, pero con un Mundial menos jugado.
En tanto que Gerardo Martino se transformó en el entrenador que más partidos dirigió a la selección paraguaya en un Mundial, con 7. Por último, Justo Villar pasó a ser el guardameta paraguayo que durante más tiempo logró conservar su portería invicta en una Copa del Mundo, llegando a 411 minutos sin recibir gol alguno. Le sigue su compatriota José Luis Chilavert con 190 minutos. El italiano Walter Zenga es quien ostenta la máxima marca con 517 minutos de imbatibilidad conseguida en el Mundial de Italia 1990, mientras que Villar quedó colocado en el 7.º lugar.
| 3 de julio de 2010, 20:30 | Paraguay | 0:1 (0:0) | España    | Estadio Ellis Park, Johannesburgo                                     |                                                                       |
|                           |          | Reporte   | Villa 82' | Asistencia: 55.359 espectadores Árbitro(s): Carlos Batres (Guatemala) | Asistencia: 55.359 espectadores Árbitro(s): Carlos Batres (Guatemala) |

| Amonestado | 59' | Víctor Cáceres   |
| Amonestado | 59' | Antolín Alcaraz  |
| Amonestado | 71' | Claudio Morel    |
| Amonestado | 88' | Jonathan Santana |

| 13 | MED | Enrique Vera     | 64' | Edgar Barreto  | MED | 8  |
| 9  | DEL | Roque Santa Cruz | 72' | Nelson Haedo   | DEL | 18 |
| 19 | DEL | Lucas Barrios    | 84' | Víctor Cáceres | MED | 15 |

| Tiros:              | 9   |
| Tiros al arco:      | 4   |
| Faltas:             | 25  |
| Saques de esquina:  | 1   |
| Fueras de juego:    | 2   |
| Posesión del balón: | 40% |

## Estadísticas

### Posición final
Simbología:

Pts: puntos acumulados.

PJ: partidos jugados.

PG: partidos ganados.

PE: partidos empatados.

PP: partidos perdidos.

GF: goles a favor.

GC: goles en contra.

Dif: diferencia de goles.

Rend: rendimiento.
| Equipo | Equipo          | Pts | PJ | PG | PE | PP | GF | GC | Dif | Rend  |
| ------ | --------------- | --- | -- | -- | -- | -- | -- | -- | --- | ----- |
| 1      | España          | 18  | 7  | 6  | 0  | 1  | 8  | 2  | 6   | 85,7% |
| 2      | Países Bajos    | 18  | 7  | 6  | 0  | 1  | 12 | 6  | 6   | 85,7% |
| 3      | Alemania        | 15  | 7  | 5  | 0  | 2  | 16 | 5  | 11  | 71,4% |
| 4      | Uruguay         | 11  | 7  | 3  | 2  | 2  | 11 | 8  | 3   | 52,4% |
| 5      | Argentina       | 12  | 5  | 4  | 0  | 1  | 10 | 6  | 4   | 80,0% |
| 6      | Brasil          | 10  | 5  | 3  | 1  | 1  | 9  | 4  | 5   | 66,7% |
| 7      | Ghana           | 8   | 5  | 2  | 2  | 1  | 5  | 4  | 1   | 53,3% |
| 8      | Paraguay        | 6   | 5  | 1  | 3  | 1  | 3  | 2  | 1   | 40,0% |
| 9      | Japón           | 7   | 4  | 2  | 1  | 1  | 4  | 2  | 2   | 58,3% |
| 10     | Chile           | 6   | 4  | 2  | 0  | 2  | 3  | 5  | -2  | 50,0% |
| 11     | Portugal        | 5   | 4  | 1  | 2  | 1  | 7  | 1  | 6   | 41,7% |
| 12     | Estados Unidos  | 5   | 4  | 1  | 2  | 1  | 5  | 5  | 0   | 41,7% |
| 13     | Inglaterra      | 5   | 4  | 1  | 2  | 1  | 3  | 5  | -2  | 41,7% |
| 14     | México          | 4   | 4  | 1  | 1  | 2  | 4  | 5  | -1  | 33,3% |
| 15     | Corea del Sur   | 4   | 4  | 1  | 1  | 2  | 6  | 8  | -2  | 33,3% |
| 16     | Eslovaquia      | 4   | 4  | 1  | 1  | 2  | 5  | 7  | -2  | 33,3% |
| 17     | Costa de Marfil | 4   | 3  | 1  | 1  | 1  | 4  | 3  | 1   | 44,4% |
| 18     | Eslovenia       | 4   | 3  | 1  | 1  | 1  | 3  | 3  | 0   | 44,4% |
| 19     | Suiza           | 4   | 3  | 1  | 1  | 1  | 1  | 1  | 0   | 44,4% |
| 20     | Sudáfrica       | 4   | 3  | 1  | 1  | 1  | 3  | 5  | -2  | 44,4% |
| 21     | Australia       | 4   | 3  | 1  | 1  | 1  | 3  | 6  | -3  | 44,4% |
| 22     | Nueva Zelanda   | 3   | 3  | 0  | 3  | 0  | 2  | 2  | 0   | 33,3% |
| 23     | Serbia          | 3   | 3  | 1  | 0  | 2  | 2  | 3  | -1  | 33,3% |
| 24     | Dinamarca       | 3   | 3  | 1  | 0  | 2  | 3  | 6  | -3  | 33,3% |
| 25     | Grecia          | 3   | 3  | 1  | 0  | 2  | 2  | 5  | -3  | 33,3% |
| 26     | Italia          | 2   | 3  | 0  | 2  | 1  | 4  | 5  | -1  | 22,2% |
| 27     | Nigeria         | 1   | 3  | 0  | 1  | 2  | 3  | 5  | -2  | 11,1% |
| 28     | Argelia         | 1   | 3  | 0  | 1  | 2  | 0  | 2  | -2  | 11,1% |
| 29     | Francia         | 1   | 3  | 0  | 1  | 2  | 1  | 4  | -3  | 11,1% |
| 30     | Honduras        | 1   | 3  | 0  | 1  | 2  | 0  | 3  | -3  | 11,1% |
| 31     | Camerún         | 0   | 3  | 0  | 0  | 3  | 2  | 5  | -3  | 0,0%  |
| 32     | Corea del Norte | 0   | 3  | 0  | 0  | 3  | 1  | 12 | -11 | 0,0%  |

### Participación de jugadores
Simbología:

Pos.: posición.

PJ: partidos jugados.

Min.: minutos jugados.

Dis.: distancia recorrida en metros.

: goles marcados.

As.: asistencias a gol.

T.: tiros.

At.: atajadas.

Faltas: faltas cometidas - faltas recibidas.

 : amonestaciones.

: segunda amonestación y expulsión.

: expulsiones directas.

IC: Índice Castrol.

| #  | Nombre           | Pos.           | PJ | Min. | Dis.   | Anotado | As. | T.  | Faltas | Amonestado | Otorgado · Otorgado otra vez · Expulsado |   | IC   |
| -- | ---------------- | -------------- | -- | ---- | ------ | ------- | --- | --- | ------ | ---------- | ---------------------------------------- | - | ---- |
| 2  | Darío Verón      | Defensa        | 1  | 90   | 10 042 | 0       | 0   | 0   | 1-0    | 0          | 0                                        | 0 | 5,73 |
| 3  | Claudio Morel    | Defensa        | 5  | 480  | 53 065 | 0       | 0   | 1   | 4-5    | 1          | 0                                        | 0 | 9,10 |
| 4  | Denis Caniza     | Defensa        | 1  | 90   | 10 885 | 0       | 0   | 4   | 0-0    | 0          | 0                                        | 0 | 6,18 |
| 5  | Julio Cáceres    | Defensa        | 1  | 90   | 8846   | 0       | 0   | 0   | 2-1    | 0          | 0                                        | 0 | 6,44 |
| 6  | Carlos Bonet     | Defensa        | 3  | 300  | 33 621 | 0       | 0   | 0   | 6-5    | 0          | 0                                        | 0 | 7,96 |
| 7  | Óscar Cardozo    | Delantero      | 5  | 204  | 22 100 | 0       | 0   | 4   | 5-5    | 0          | 0                                        | 0 | 6,43 |
| 8  | Edgar Barreto    | Centrocampista | 3  | 111  | 13 645 | 0       | 0   | 4   | 3-3    | 0          | 0                                        | 0 | 6,21 |
| 9  | Roque Santa Cruz | Delantero      | 5  | 314  | 34 250 | 0       | 0   | 7   | 8-6    | 1          | 0                                        | 0 | 7,55 |
| 10 | Edgar Benítez    | Delantero      | 2  | 83   | 9615   | 0       | 0   | 4   | 1-1    | 0          | 0                                        | 0 | 5,70 |
| 11 | Jonathan Santana | Centrocampista | 2  | 120  | 14 588 | 0       | 0   | 2   | 7-1    | 1          | 0                                        | 0 | 5,98 |
| 13 | Enrique Vera     | Centrocampista | 5  | 414  | 47 189 | 1       | 0   | 6   | 10-6   | 1          | 0                                        | 0 | 8,54 |
| 14 | Paulo Da Silva   | Defensa        | 5  | 480  | 47 686 | 0       | 1   | 1   | 7-3    | 0          | 0                                        | 0 | 9,36 |
| 15 | Víctor Cáceres   | Centrocampista | 4  | 354  | 41 460 | 0       | 0   | 4   | 10-6   | 3          | 0                                        | 0 | 8,30 |
| 16 | Cristian Riveros | Centrocampista | 5  | 480  | 56 636 | 1       | 0   | 6   | 9-14   | 1          | 0                                        | 0 | 9,14 |
| 17 | Aureliano Torres | Defensa        | 2  | 82   | 9598   | 0       | 1   | 2   | 0-1    | 0          | 0                                        | 0 | 5,50 |
| 18 | Nelson Haedo     | Delantero      | 5  | 335  | 35 893 | 0       | 0   | 9   | 6-12   | 0          | 0                                        | 0 | 7,52 |
| 19 | Lucas Barrios    | Delantero      | 5  | 308  | 32 416 | 0       | 1   | 8   | 10-3   | 0          | 0                                        | 0 | 7,54 |
| 20 | Néstor Ortigoza  | Centrocampista | 1  | 75   | 8397   | 0       | 0   | 0   | 0-0    | 0          | 0                                        | 0 | 5,74 |
| 21 | Antolín Alcaraz  | Defensa        | 4  | 390  | 39 559 | 1       | 0   | 1   | 8-6    | 1          | 0                                        | 0 | 8,93 |
| 23 | Rodolfo Gamarra  | Delantero      | 0  | 0    | 0      | 0       | 0   | 0   | 0-0    | 0          | 0                                        | 0 | 0,00 |
| #  | Nombre           | Pos.           | PJ | Min. | Dis.   | Anotado | As. | At. | Faltas | Amonestado | Otorgado · Otorgado otra vez · Expulsado |   | IC   |
| 1  | Justo Villar     | Guardameta     | 5  | 480  | 21 360 | 0       | 0   | 11  | 0-1    | 0          | 0                                        | 0 | 8,67 |
| 12 | Diego Barreto    | Guardameta     | 0  | 0    | 0      | 0       | 0   | 0   | 0-0    | 0          | 0                                        | 0 | 0,00 |
| 22 | Aldo Bobadilla   | Guardameta     | 0  | 0    | 0      | 0       | 0   | 0   | 0-0    | 0          | 0                                        | 0 | 0,00 |

### Goles y asistencias
Tabla confeccionada a partir de los criterios utilizados para elegir la Bota de oro.
Simbología:

: goles anotados.

As: número de asistencias para gol.

Min: minutos jugados.

PJ: partidos jugados.

GP: goles de penal.

| Posición | Jugador          | Anotado | As. | Min. | PJ | GP |
| 83°      | Antolín Alcaraz  | 1       | 0   | 390  | 4  | 0  |
| -------- | ---------------- | ------- | --- | ---- | -- | -- |
| 87°      | Enrique Vera     | 1       | 0   | 414  | 5  | 0  |
| 91°      | Cristian Riveros | 1       | 0   | 480  | 5  | 0  |
| —        | Aureliano Torres | 0       | 1   | 82   | 2  | 0  |
| —        | Lucas Barrios    | 0       | 1   | 308  | 5  | 0  |
| —        | Paulo Da Silva   | 0       | 1   | 480  | 5  | 0  |

## Uniforme

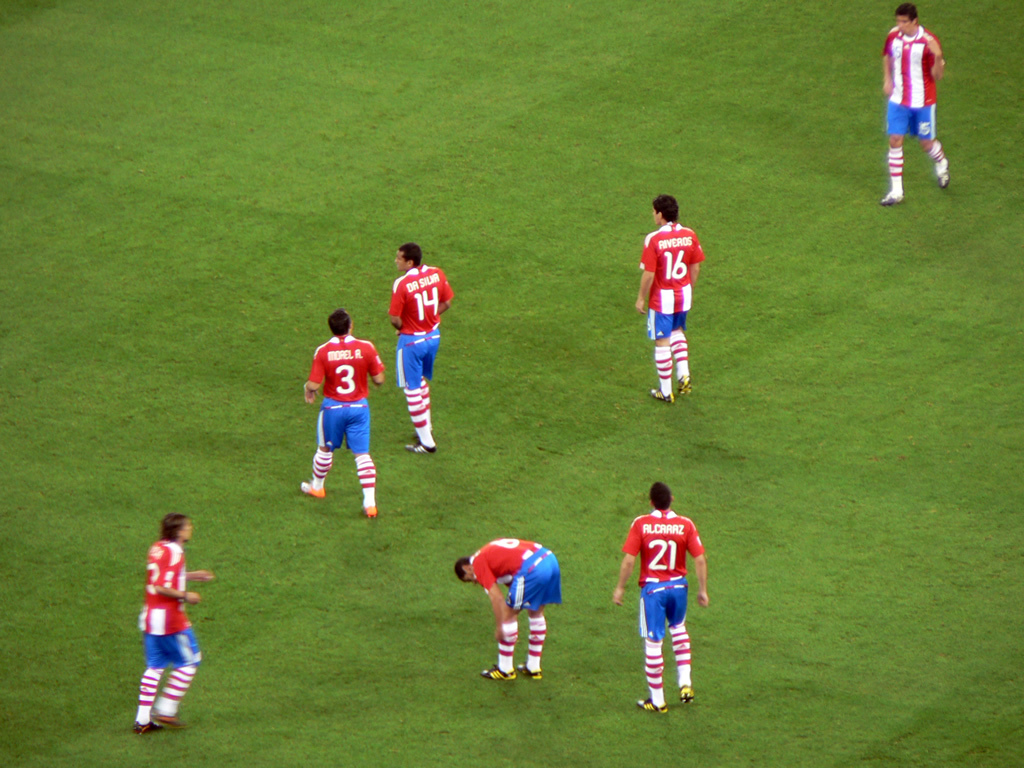
Jugadores de con el uniforme titular.

En octubre de 2009, fue presentado al público en un acto especial las equipaciones que vistió la selección durante sus partidos en la Copa del Mundo. Estuvieron presentes el presidente de la Asociación Paraguaya de Fútbol, Juan Ángel Napout, junto a representantes de la firma Adidas, encargada de confeccionar la indumentaria, y el entrenador argentino Gerardo Martino.
El diseño de la camiseta principal fue el tradicional, con tres franjas verticales anchas de color rojo sobre fondo blanco, similar a los empleados en los mundiales de México 1986 y Francia 1998. En la parte trasera a la altura del cuello se apreciaba el león de uno de los escudos de la bandera y el detalle de una inscripción en guaraní que decía "Ñame'é korasó mbareté", traducida al español como "Demos un corazón fuerte". El pantalón era de color azul con tres tiras blancas a los costados, mientras que las medias se distinguieron por sus cuatro franjas rojas horizontales en contraste con el blanco.
En la equipación alternativa, también creada por la empresa alemana, el color predominante en todas las prendas fue el blanco, complementado con pequeños ribetes rojos y azules. Fue estrenada en marzo de 2010 en un partido amistoso disputado en España ante el Athletic de Bilbao.